# Арамильский городской округ
Арами́льский городско́й о́круг — муниципальное образование в Свердловской области России.
Административный центр — город Арамиль.
С точки зрения административно-территориального устройства области, Арамильский ГО вместе с Сысертским муниципальным округом находится в границах административно-территориальной единицы Сысертский район.

## География
Арамильский городской округ расположен в южной части Свердловской области, на севере граничит с муниципальным образованием «город Екатеринбург», на северо-востоке — с Белоярским муниципальным округом, на юге и на западе — с Сысертским муниципальным округом. Площадь Арамильского ГО составляет 2182 га.

## История
В 1995 году по итогам местного референдума на территории Сысертского района как административно-территориальной единицы было создано муниципальное образование город Арамиль, зарегистрированное Управлением юстиции Свердловской области от 29 декабря 1995 года под № 7. 10 ноября 1996 года муниципальное образование было включено в областной реестр.
С 31 декабря 2004 года муниципальное образование город Арамиль было наделено статусом городского округа.
С 1 января 2006 года муниципальное образование город Арамиль было переименовано в Арамильский городской округ.

## Население
| 2010    | 2011    | 2012    | 2013    | 2014    | 2015    | 2016    |
| ------- | ------- | ------- | ------- | ------- | ------- | ------- |
| 17 446  | ↗17 454 | ↗17 525 | ↗17 749 | ↗17 940 | ↗17 981 | ↗18 220 |
| 2017    | 2018    | 2019    | 2020    | 2021    | 2023    |         |
| ↗18 379 | ↗18 523 | ↘18 404 | ↗18 608 | ↗22 300 | ↗23 157 |         |

## Состав городского округа
| № | Населённый пункт | Тип населённого пункта        | Население |
| - | ---------------- | ----------------------------- | --------- |
| 1 | Арамиль          | город, административный центр | ↗19 805   |
| 2 | Арамиль          | посёлок                       | ↗1985     |
| 3 | Светлый          | посёлок                       | ↗1237     |